# Knipolegus lophotes
La viudita copetona (en Paraguay) (Knipolegus lophotes), también denominada viudita negra copetona o viudita negra de copete (en Uruguay), es una especie de ave paseriforme de la familia Tyrannidae perteneciente al género Knipolegus. Es nativa del este de América del Sur.

## Distribución y hábitat

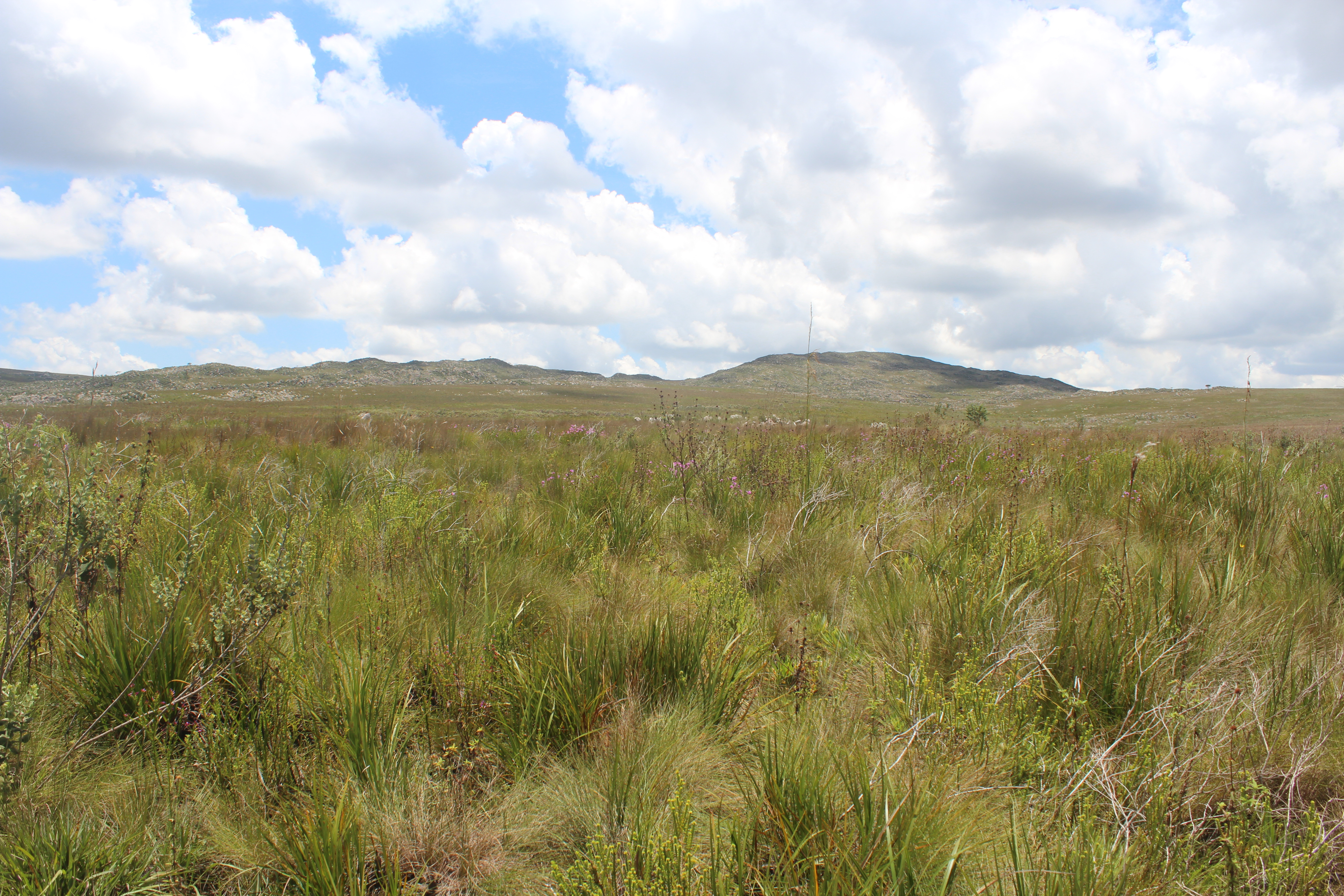
Pastizales en la Serra da Canastra, Minas Gerais, Brasil, ejemplo de hábitat de la especie.

Se distribuye en el centro, sureste y sur de Brasil (del sur de Mato Grosso hacia el este hasta Tocantins y Espírito Santo, al sur hasta Río Grande del Sur) y este de Uruguay, localizadamente también en el este de Paraguay (Amambay).
Esta especie es considerada poco común en sus hábitats naturales: los pastizales abiertos y áreas arbustivas, hasta los 1400 m de altitud.

## Sistemática

### Descripción original
La especie K. lophotes fue descrita por primera vez por el ornitólogo alemán Friedrich Boie en 1828 bajo el mismo nombre científico; su localidad tipo es: «São Paulo, Brasil».

### Etimología
El nombre genérico masculino «Knipolegus» se compone de las palabras del griego «knips, knipos» que significa ‘insecto’, y «legō» que significa ‘agarrar’, ‘capturar’; y el nombre de la especie «lophotes», deriva del griego «lophōtos» que significa ‘crestado’.

### Taxonomía
Es monotípica.